# قطعنامه ۶۳۹ شورای امنیت
قطعنامه ۶۳۹ شورای امنیت سازمان ملل متحد که در تاریخ ۳۰ جولای ۱۹۸۹ تصویب شد، سندی بین‌المللی دربارهٔ اسرائیل-لبنان است. این قطعنامه طی نشست ۲۸۷۳ام با ۱۵ رای موافق، ۰ مخالف و ۰ ممتنع تصویب شد.